# A-Team (singolo)
A-Team è un singolo del rapper statunitense Travis Scott, pubblicato il 31 dicembre 2015.

## Tracce
1. A-Team – 2:56